# Gene Roddenberry

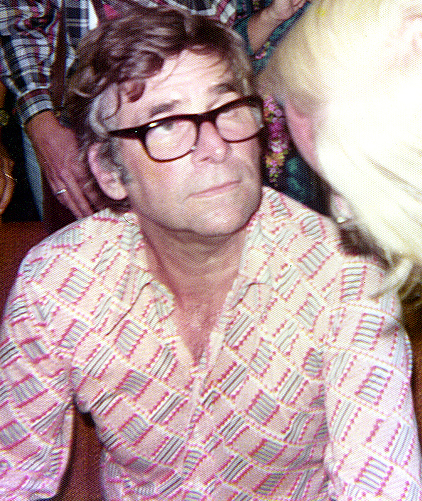
Gene Roddenberry (1976)

Eugene Wesley „Gene“ Roddenberry (* 19. August 1921 in El Paso, Texas; † 24. Oktober 1991 in Santa Monica, Kalifornien) war ein US-amerikanischer Drehbuchautor, Fernseh- und Filmproduzent und der Schöpfer von Star Trek (Raumschiff Enterprise). In den 1950er Jahren schrieb er zeitweilig unter dem Pseudonym Robert Wesley.

## Leben und Wirken

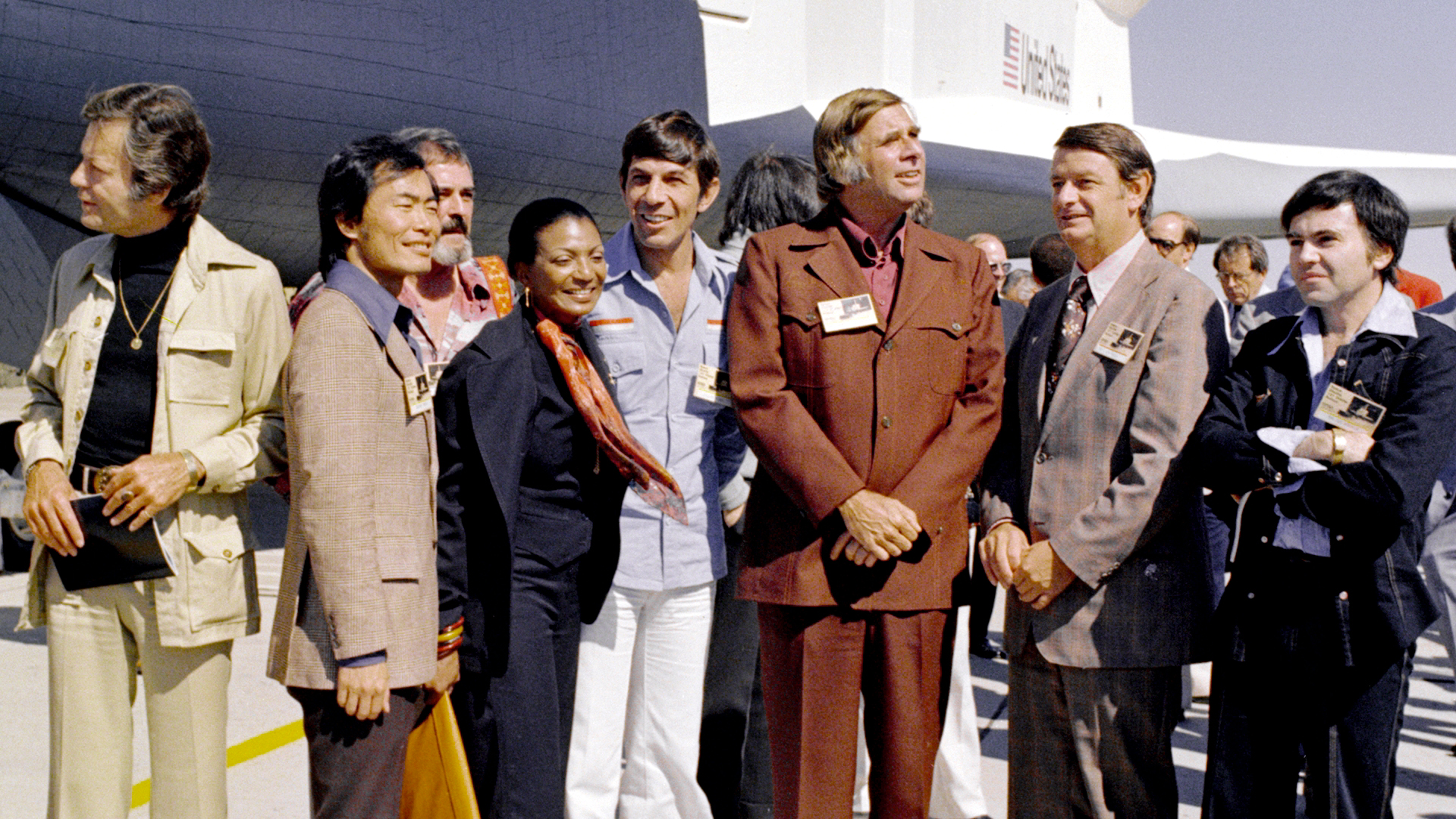
Roddenberry (dritter von rechts) 1976 mit den meisten Star-Trek-Darstellern bei der Präsentation des Space Shuttle Enterprise im Werk von Rockwell International in Palmdale, Kalifornien

Roddenberry wurde 1921 in El Paso in Texas geboren. Er besuchte kurzzeitig das Los Angeles City College. Im Zweiten Weltkrieg war er B-17-Bomberpilot bei den US-amerikanischen Army Air Forces. Er flog insgesamt 89 Einsätze während des Pazifikkrieges und erhielt für seine Leistungen das Distinguished Flying Cross. Nachdem er im Juli 1945 ehrenhaft im Range eines Captains aus der USAAF entlassen worden war, arbeitete er bis 1949 als Pilot bei der PanAm.
Im Juni 1947 erhielt er eine Belobigung der damaligen Civil Aeronautics Authority (heute Federal Aviation Administration) für seine Leistungen während der Rettungsmission nach dem Absturz des PanAm-Flugs 121 (Clipper Eclipse) über der syrischen Wüste. Von 1949 bis 1956 war er Sergeant bei der Polizei von Los Angeles. Dort war er Untersuchungsleiter des Office of Chief of Police und bereitete Reden für seinen Vorgesetzten Chief William H. Parker (1905–1966) vor.
Seit Anfang der 1950er verfasste Roddenberry als freier Autor Drehbücher für zahlreiche US-Fernsehserien, unter anderem Polizeibericht, Streifenwagen 2150, Dr. Kildare, Gnadenlose Stadt, The U.S. Steel Hour und Have Gun, Will Travel (Chefautor). 1959 versuchte er, seine erste selbst konzipierte Serie 333 Montgomery Street unterzubringen; der produzierte Pilotfilm wurde jedoch abgelehnt. Die Hauptrolle darin spielte DeForest Kelley, der später als Dr. „Pille“ McCoy in Raumschiff Enterprise berühmt wurde. 1963 hatte Roddenberry mit The Lieutenant Glück. MGM kaufte die Serie, die sich mit dem Marine-Corps in Friedenszeiten beschäftigte. Die Hauptrollen waren mit Robert Vaughn und Gary Lockwood besetzt.
1964 regte sich Interesse an Raumschiff Enterprise beim damals unabhängigen Studio Desilu Productions. Das Studio konnte von NBC dazu bewegt werden, Roddenberry 20.000 US-Dollar zur Verfügung zu stellen, um eine von drei Episodenvorlagen, die auf Grundlage des Serienkonzeptes entstanden, zu verfilmen. NBC entschied sich für The Cage (deutscher Titel: Der Käfig). Die Produktion des Pilotfilms dauerte von Oktober 1964 bis Februar 1965. Die Präsentation bei NBC war ein Desaster: Der Film war zu teuer (630.000 US-Dollar statt üblicher 160.000 bis 180.000 US-Dollar), zu lang (65 Minuten statt 50 Minuten für Serienepisoden) und der angedeutete Internationalismus schien im Westen nicht zeitgemäß.
Dennoch entschied man sich – gegen jede Erwartung – dafür, einen zweiten Pilotfilm in Auftrag zu geben. Am 8. September 1966 wurde die erste Episode The Man Trap (deutscher Titel: Das Letzte seiner Art) bei NBC ausgestrahlt. Raumschiff Enterprise erreichte in der Erstausstrahlung keine besonders hohen Einschaltquoten. Die Fans der Serie, die sich selbst Trekkies nennen, sorgten jedoch durch organisierte Briefaktionen dafür, dass bis September 1969 insgesamt 3 Staffeln mit 79 Folgen gedreht wurden. Letztendlich stellte sich aber kein kommerzieller Erfolg ein, und die Serie wurde eingestellt. 1969 heirateten Roddenberry und Majel Barrett (In der Serie als Schwester Christine Chapel zu sehen). Die beiden haben einen Sohn, den 1974 geborenen Fernsehproduzenten Rod Roddenberry.
Paramount Television versuchte seine Verluste zu kompensieren, indem man die Serie günstig an möglichst viele kleine Fernsehsender verkaufte. In dieser Zeit bekam Star Trek einen enormen Popularitätsschub, wurde weltweit ausgestrahlt und erreichte Kultstatus. Dies veranlasste Paramount dazu, 1973 eine Zeichentrickserie zu produzieren, und 1975 die Planung einer Neuauflage der Serie unter dem Arbeitstitel Star Trek: Phase Two. Als dieses Projekt scheiterte, nahm man einen Kinofilm in Angriff. Der Kinofilm Star Trek: The Motion Picture von 1979 war erfolgreich genug, dass weitere Kinofilme folgten und schließlich im Jahr 1987 eine neue Serie Star Trek: The Next Generation, der nach dem Tod Roddenberrys weitere Ableger-Serien folgten.
Roddenberry wurde als Südstaaten-Baptist erzogen, als Erwachsener lehnte er die Religion jedoch ab und betrachtete sich als Humanist. Im Alter von 14 Jahren begann er, die Religion zu hinterfragen und kam zu dem Schluss, dass sie „Unsinn“ sei. Als Kind sang er im Chor seiner örtlichen Kirche, wobei er beim Singen von Kirchenliedern oft den Text ersetzte. Schon früh in seiner Schriftstellerkarriere erhielt er eine Auszeichnung von der American Baptist Convention für das „geschickte Verfassen christlicher Wahrheiten und die Anwendung christlicher Prinzipien in kommerziellen, dramatischen Fernsehdrehbüchern“. Mehrere Jahre lang korrespondierte er mit John M. Gunn vom National Council of Churches über die Anwendung christlicher Lehren in Fernsehserien. Gunn antwortete jedoch nicht mehr, nachdem Roddenberry in einem Brief geschrieben hatte: „Aber Sie müssen verstehen, dass ich ein kompletter Heide bin und enorme Mengen an Brot verzehre, da ich das Wort mehr als würzig als nahrhaft empfinde, daher bin ich an einer in Dollar und Cent ausgedrückten Erklärung darüber interessiert, was dies für die Finanzkasse von Roddenberry bedeutet.“
Er starb am 24. Oktober 1991 an Herzversagen. Am 21. April 1997 beförderte eine Pegasus-XL-Rakete einen Teil seiner Asche und der von 23 anderen Personen, unter anderem Timothy Leary, in eine Erdumlaufbahn. Damit war Roddenberry einer der ersten, die sich im Weltraum bestatten ließen. Die Kapsel mit der Asche verglühte im Jahr 2004 in der Atmosphäre.
Die Serien Andromeda und Mission Erde – Sie sind unter uns wurden von seiner Witwe Majel Barrett aus seinem Nachlass erschaffen.

## Auszeichnungen und Ehrungen

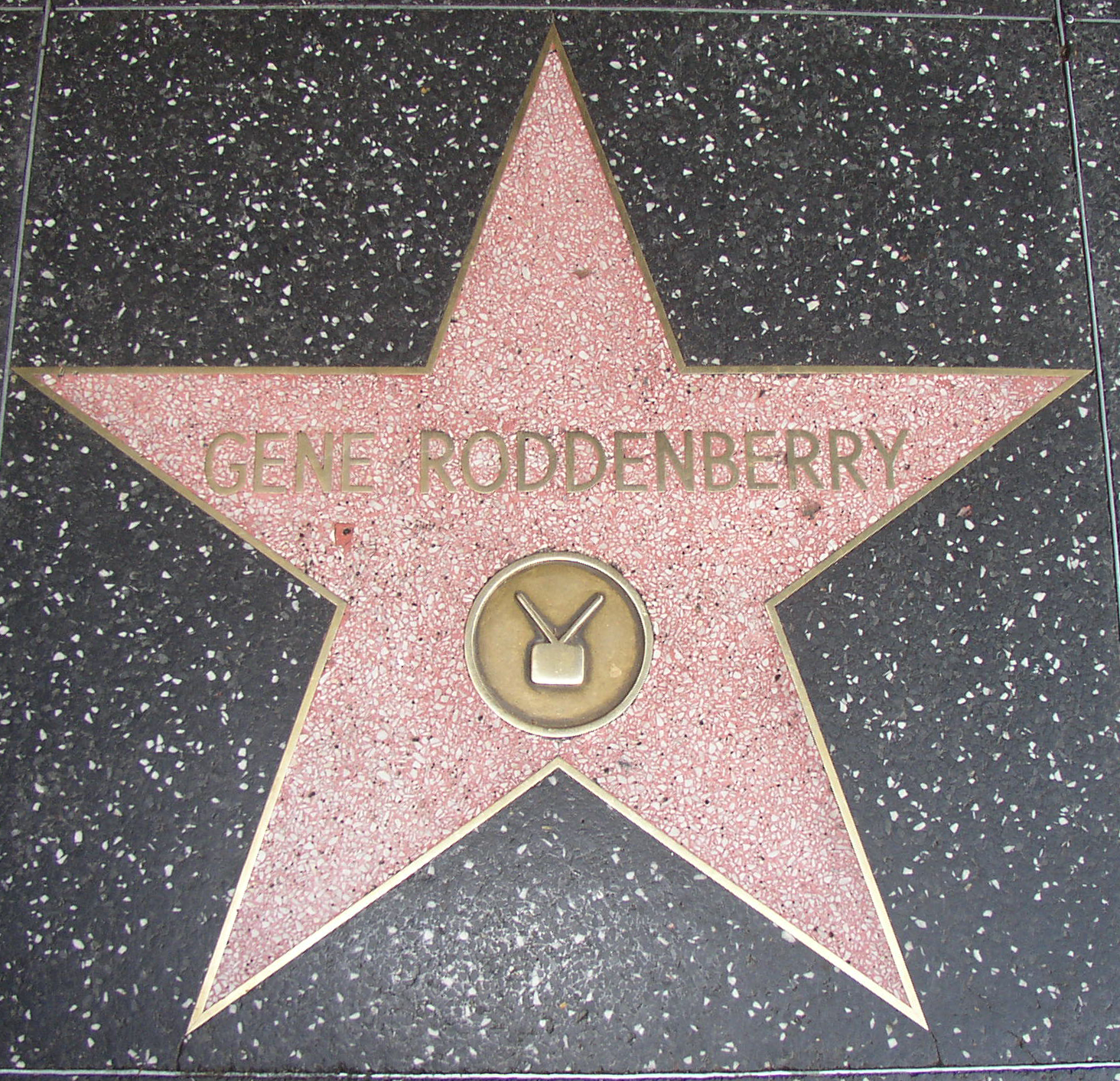
Roddenberrys Stern auf dem Hollywood Walk of Fame

1967 erhielt Gene Roddenberry für das Drehbuch einer Folge der Serie Raumschiff Enterprise den Hugo Award Best Dramatic Presentation (gemeinsam mit dem Regisseur Marc Daniels).
Roddenberry war 1985 der erste Fernseh-Autor und Produzent, der einen Stern auf dem Hollywood Walk of Fame erhielt. Eines der Produktions- und Verwaltungsgebäude der Paramount-Studios auf dem Melrose Boulevard ist das Gene-Roddenberry-Building.
In Anerkennung des Lebenswerkes von Gene Roddenberry beschloss die Internationale Astronomische Union (IAU) 1994, einen Krater auf dem Mars nach ihm zu benennen. Er liegt auf −49,9° Breite und 4,5° Länge areographischer (martianischer, d. h. den Mars betreffend) Koordinaten und hat einen Durchmesser von 140 km. Auch der Asteroid (4659) Roddenberry trägt seinen Namen.
Am 4. Oktober 2002 wurde in Anwesenheit seines Sohnes Eugene W. Roddenberry das El Paso Independent School District Planetarium in Roddenberry Planetarium umbenannt. Im selben Jahr wurde ihm postum – sowie seiner Witwe Majel Barrett Roddenberry – von der Space Foundation der Douglas S. Morrow Outreach Award für Verdienste um die öffentliche Wahrnehmung von Weltraumprogrammen verliehen.
Das Science-Fiction-Museum in Seattle nahm Gene Roddenberry zusammen mit Regisseur Ridley Scott, Künstler Ed Emshwiller und Autor Gene Wolfe am 16. Juni 2007 in die Science Fiction and Fantasy Hall of Fame auf. Die Verleihung wurde von Star-Trek-Schauspieler Wil Wheaton („Fähnrich Wesley Crusher“) moderiert.

## Filmografie
Drehbuch
- 1954–1955: Inspektor Garrett (Mr. District Attorney, Fernsehserie, 6 Folgen)
- 1955–1956: Streifenwagen 2150 (Highway Patrol, Fernsehserie, 5 Folgen als Robert Wesley)
- 1956: Chevron Hall of Stars (Fernsehserie, eine Folge)
- 1956: I Led 3 Lives (Fernsehserie, 2 Folgen als Robert Wesley)
- 1956–1957: Westpoint (Fernsehserie, 11 Folgen)
- 1957: The Kaiser Aluminum Hour (Fernsehserie, eine Folge)
- 1957: True Story (Fernsehserie, eine Folge)
- 1957: Jane Wyman Show (Fernsehserie, eine Folge, Adaption)
- 1957: Dr. Christian (Fernsehserie, 2 Folgen)
- 1957–1958: Boots and Saddles (Fernsehserie, 4 Folgen)
- 1957–1963: Have Gun – Will Travel (Fernsehserie, 24 Folgen)
- 1958: Alarm im Hafen (Harbor Command, Fernsehserie, eine Folge)
- 1958: Jefferson Drum (Fernsehserie, 4 Folgen)
- 1960: Kein Fall für FBI (The Detectives, Fernsehserie, 2 Folgen)
- 1960: June Allyson Show (Fernsehserie, eine Folge)
- 1960: Hotel de Parree (Fernsehserie, eine Folge)
- 1960: Alcoa Theatre (Fernsehserie, eine Folge)
- 1960: Wrangler (Fernsehserie, eine Folge)
- 1961: Whiplash (Fernsehserie, 4 Folgen)
- 1961: Two Faces West (Fernsehserie, eine Folge, Teleplay)
- 1961: Shannon klärt auf (Shannon, Fernsehserie, eine Folge als Autor, eine Folge Teleplay)
- 1961: Target: The Corruptors (Fernsehserie, eine Folge, Story)
- 1962: Stationsarzt Dr. Kildare (Dr. Kildare, Fernsehserie, eine Folge)
- 1962: Gnadenlose Stadt (Naked City, Fernsehserie, eine Folge)
- 1962: G.E. True (Fernsehserie, eine Folge, Teleplay)
- 1962: A.P.O. 923 (Fernsehfilm)
- 1963: Die Leute von der Shiloh Ranch (The Virginian, Fernsehserie, eine Folge, Story)
- 1963: The Lawbreakers (Fernsehserie, 2 Folgen, Adaption)
- 1963–1964: The Lieutenant (Fernsehserie, 29 Folgen)
- 1966–1969: Raumschiff Enterprise (Star Trek, Fernsehserie, 5 Folgen Drehbuch, 6 Folgen Story, 2 Folgen Teleplay)
- 1967: Police Story (Fernsehfilm)
- 1971: Alias Smith & Jones (Fernsehserie, eine Folge, Story)
- 1971: Sex-Lehrer-Report / Eine nach der Anderen (Pretty Maids All in a Row)
- 1973: Genesis II (Fernsehfilm)
- 1974: Ein Computer wird gejagt (The Questor Tapes, Fernsehfilm), Alternativtitel: Ein Android wird gejagt
- 1974: Planet Earth (Fernsehfilm)
- 1977: Spectre (Fernsehfilm)
- 1987–1988: Raumschiff Enterprise – Das nächste Jahrhundert (Star Trek: The Next Generation, Fernsehserie, eine Folge Drehbuch, 2 Folgen Teleplay)

Produzent
- 1960: Alcoa Theatre (Fernsehserie, eine Folge)
- 1960: Wrangler (Fernsehserie, eine Folge)
- 1963–1964: The Lieutenant (Fernsehserie, 29 Folgen)
- 1966: The Long Hunt of April Savage (Fernsehfilm)
- 1966–1969: Raumschiff Enterprise (Fernsehserie, 13 Folgen als Produzent, 67 Folgen als executive producer)
- 1967: Police Story (Fernsehfilm)
- 1971: Sex-Lehrer-Report
- 1973: Genesis II (Fernsehfilm)
- 1974: Ein Computer wird gejagt (Fernsehfilm; executive producer)
- 1974: Planet Earth (Fernsehfilm; executive producer)
- 1977: Spectre (Fernsehfilm; executive producer)
- 1979: Star Trek: Der Film
- 1989: Star Trek V: Am Rande des Universums (executive producer)
- 1987–1992: Raumschiff Enterprise – Das nächste Jahrhundert (Fernsehserie, 125 Folgen als executive producer)
- 1991: 25 Jahre Star Trek (Fernseh-Dokumentation; executive producer)

Schauspieler
- 1966: Raumschiff Enterprise (Fernsehserie, eine Folge, Stimme)

## Werke
- Star Trek. Moewig, München 1980, ISBN 3-8118-6702-4.
- Star Trek. Der Film. (Romanadaption). Heyne, München 1992, ISBN 3-453-06273-6.